# Machimus guttatus
Machimus guttatus är en tvåvingeart som beskrevs av Martin 1975. Machimus guttatus ingår i släktet Machimus och familjen rovflugor. Inga underarter finns listade i Catalogue of Life.